# Oulx
Oulx (kiejtés ['ulks], piemontiul: Ors, okcitánul: Ols; a fasizmus alatt neve olaszosítva Ulzio) egy 3119 lakosú északolasz község a Piemont régióban, Torino megyében. A Susa-völgyben helyezkedik el, és a Susa- és Sangone-völgyi Hegyi Közösség tagja.

## Elhelyezkedése
Torinótól 76 km-re nyugatra, 1100 méteres tengerszint feletti magasságon fekszik.

## Történelme
Már a pogány korban lakott terület, ahogy azt az itt feltárt nekropolisz is bizonyítja. A római korban már jelentős település, amit 573-ban leromboltak a longobárdok, majd 906-ban lerohantak a szaracénok.

## Látványosságok
A település alacsonyabban fekvő részei újépítésűek, az óváros magasan helyezkedik el. 
- A vasútállomás közelében található az 1886-ban épült Jézus szíve templom (Chiesa del Sacro Cuore di Gesù), amelyet egy 10. századi, a novalesai apátsághoz tartozó oratórium helyére emeltek.
- Santa Maria Assunta-templom (15. század)
- Grotta della Beaume barlang, amely egy Mária-jelenés helyszíne volt, ezért ma népszerű zarándokhely

## Testvérvárosok
- Saint-Donat-sur-l’Herbasse, Franciaország